# Dynamena dispar
Dynamena dispar is een hydroïdpoliep uit de familie Sertulariidae. De poliep komt uit het geslacht Dynamena. Dynamena dispar werd in 1938 voor het eerst wetenschappelijk beschreven door Fraser. 